# 550年
| 千纪： | 1千纪 |
| 世纪： | 5世纪 \| 6世纪 \| 7世纪                                                                                            |
| 年代： | 520年代 \| 530年代 \| 540年代 \| 550年代 \| 560年代 \| 570年代 \| 580年代                                          |
| 年份： | 545年 \| 546年 \| 547年 \| 548年 \| 549年 \| 550年 \| 551年 \| 552年 \| 553年 \| 554年 \| 555年                    |
| 纪年： | 庚午年（马年）；南朝梁大宝元年、太清四年；高昌永平二年；东魏武定八年；西魏大统十六年；北齊天保元年；新罗建元十五年 |

## 大事记
- 中国
  - 高洋廢魏孝靜帝，篡東魏自立，建立北齊。